# Gran Esfinge de Tanis

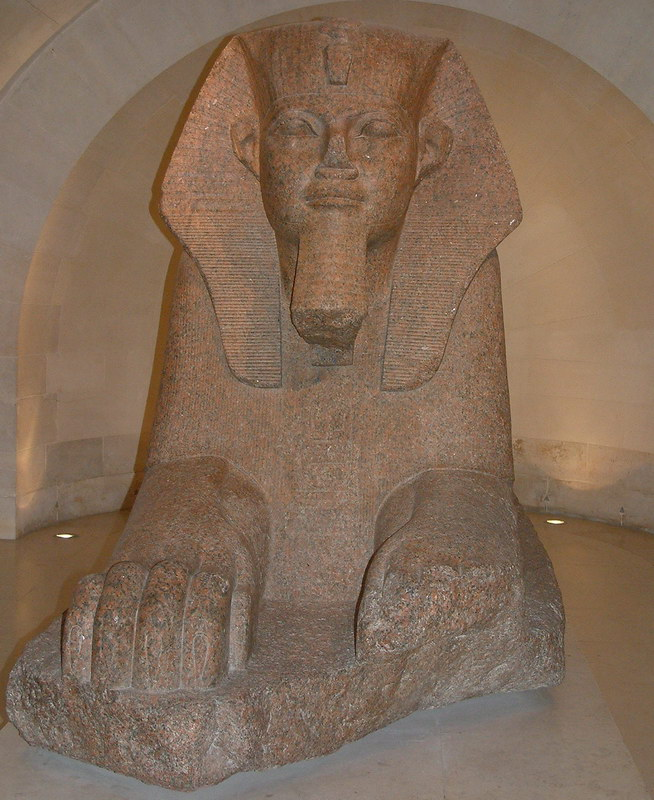
Gran Esfinge de Tanis en el Museo del Louvre.

Amón, identificable por el tocado de dos largas plumas segmentadas.

La gran Esfinge de Tanis es una escultura en forma de esfinge egipcia tallada en el año 2600 a. C., durante el Imperio Antiguo de Egipto.

## Hallazgo e historia
La escultura fue descubierta en el año 1825, entre las ruinas del Templo de Amón, («El oculto», símbolo del poder creador y «Padre de todos los vientos» en la mitología egipcia), situado en la localidad egipcia de Tanis, que era la capital de Egipto durante las dinastías XXI y XXIII. 
Las inscripciones originales fueron borradas, y solamente son legibles las inscripciones alusivas a los faraones 
Amenemes II, (Dinastía XII), Merneptah, (Dinastía XIX) y Sheshonq I, (Dinastía XXII).

## Conservación
- La figura se exhibe de forma permanente en el Museo del Louvre de París, que la adquirió en el año 1826.

## Características
- Estilo: arte egipcio.
- Material: granito.
- Altura: 1,83 metros.
- Longitud: 4,80 metros
- Diámetro: 1,54 metros.